# 德州穴龜
德州穴龜（英語：Texas Tortoise，學名：Gopherus berlandieri）亦稱德州地鼠龜，是穴龜屬下的一種龜。分佈于美國德克薩斯州到墨西哥科阿韋拉州、新萊昂州和塔毛利帕斯州的地區。其種加詞berlandieri是爲了紀念比利時自然學者簡·路易斯·貝朗迪耶。

## 圖片

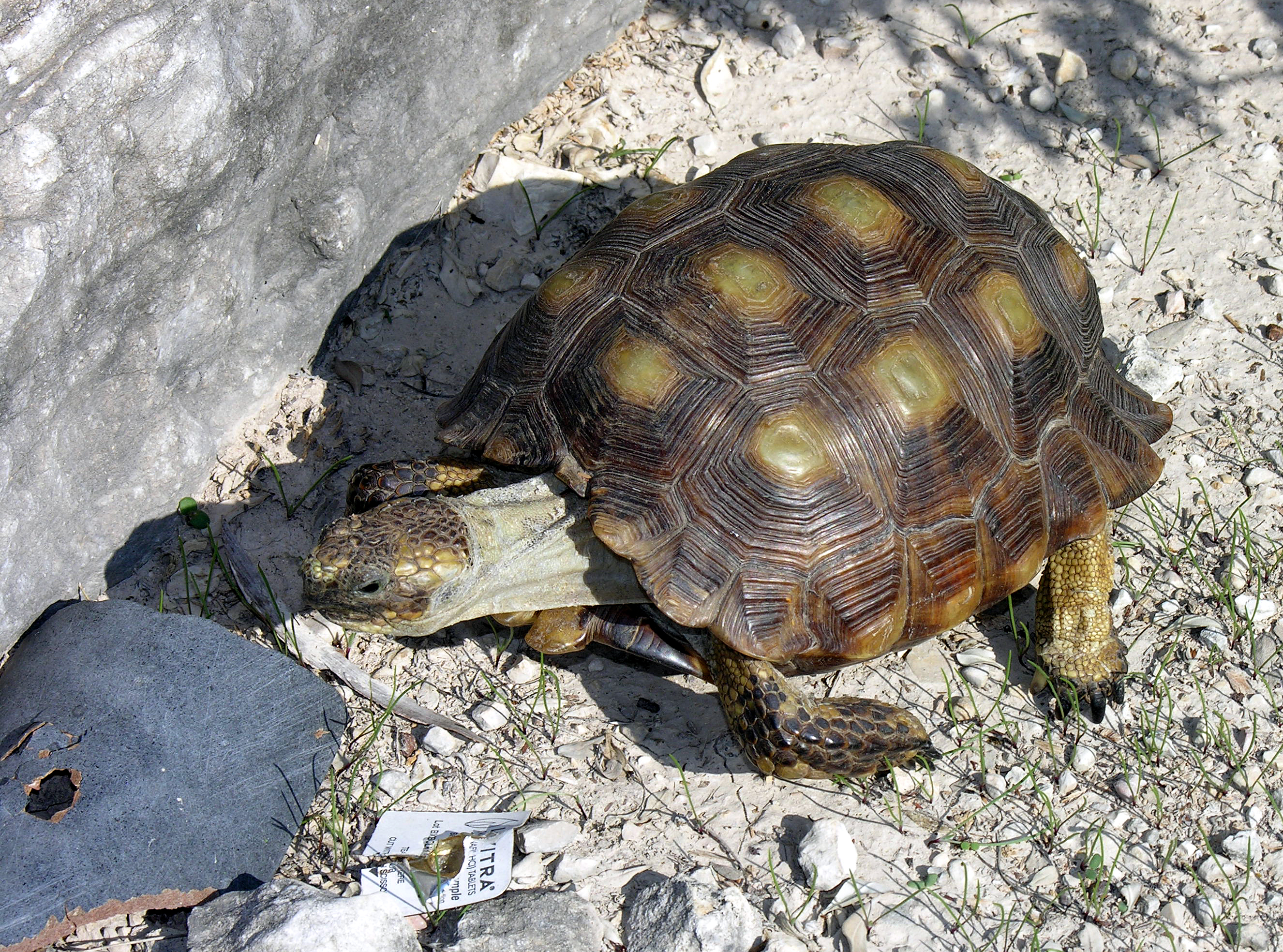
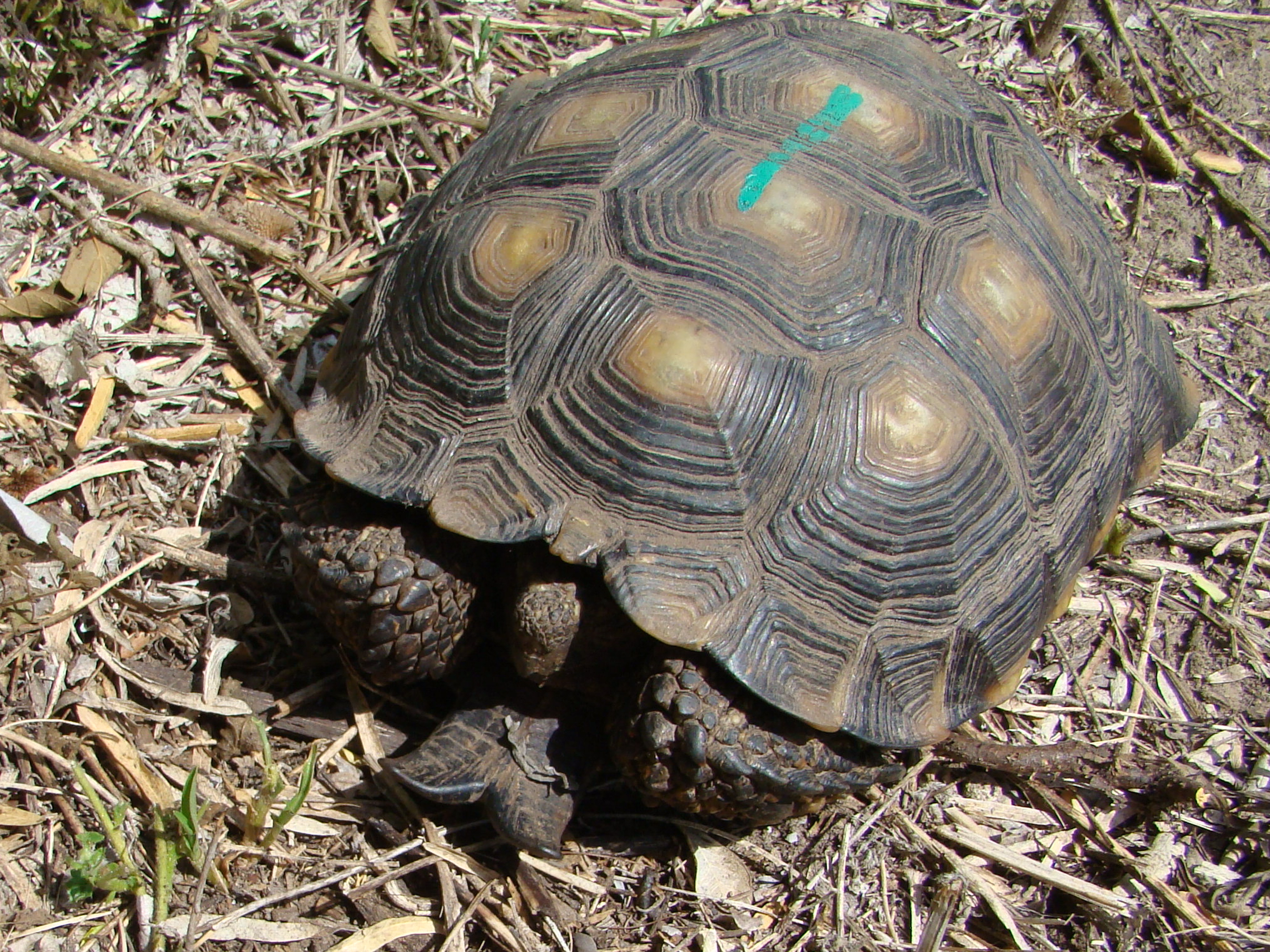
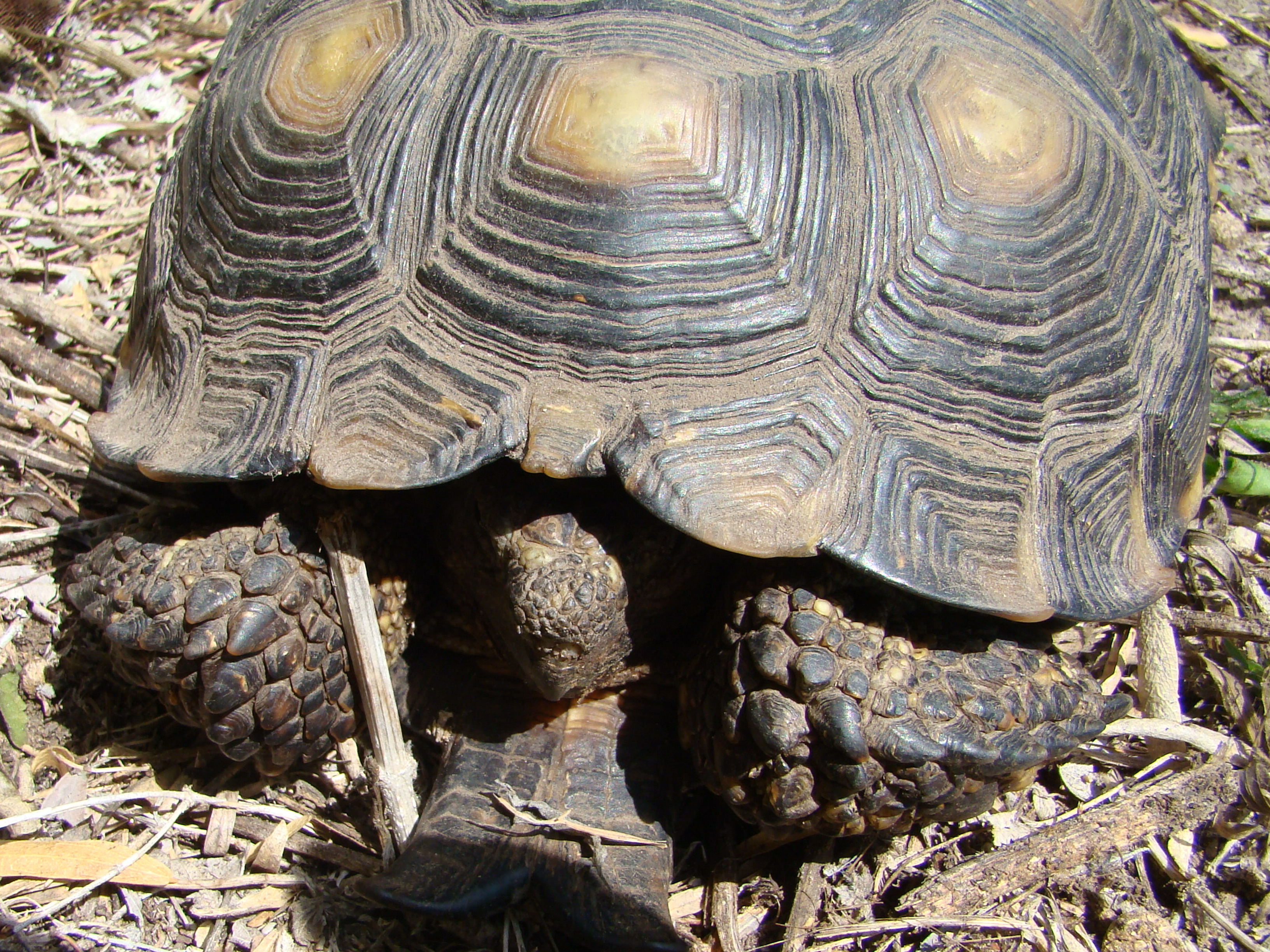
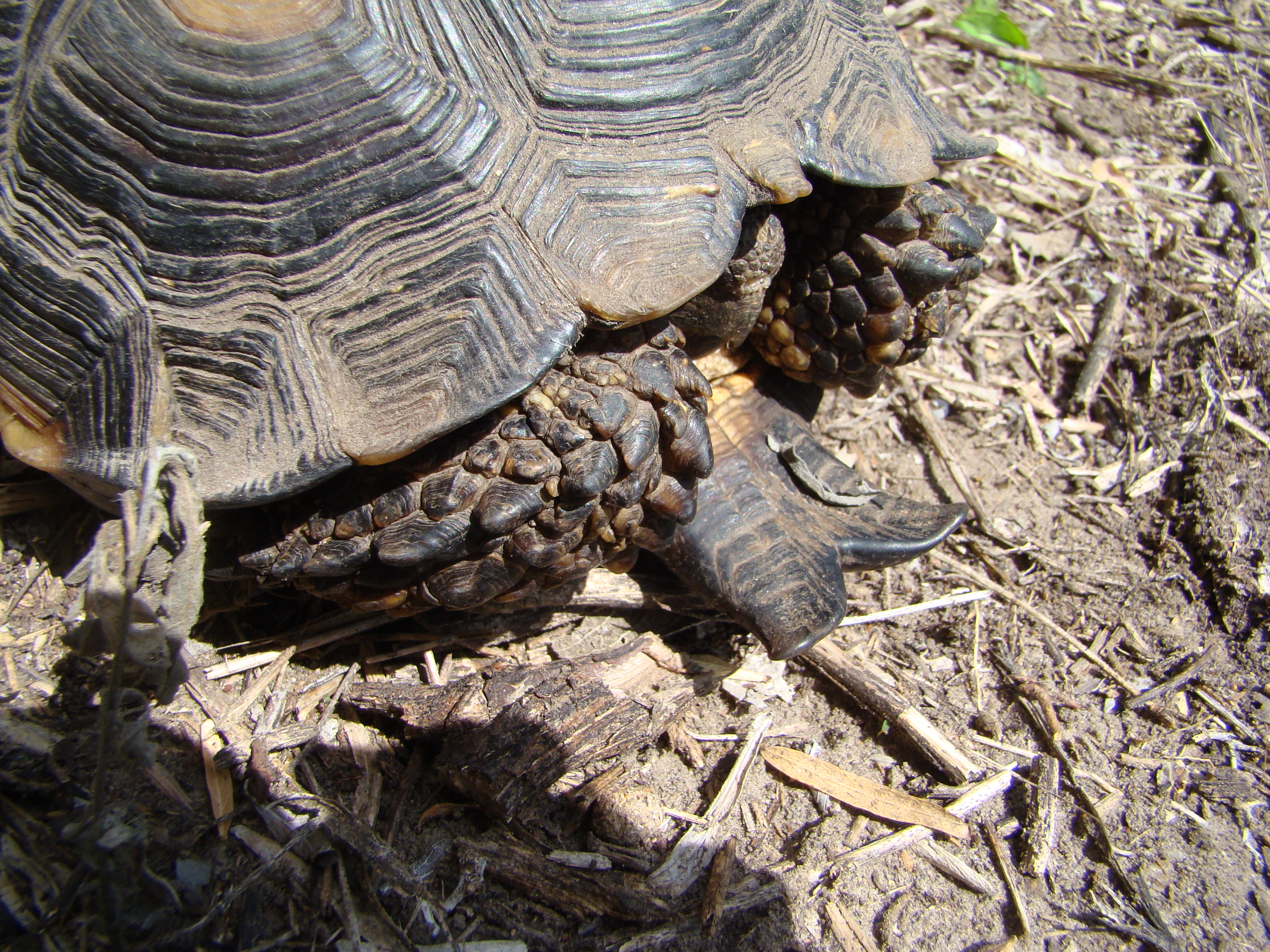

## 外部連結
- Texas Tortoise （页面存档备份，存于）
- Texas Tortoise care sheet （页面存档备份，存于）